# Cyclosorus guineensis
Cyclosorus guineensis är en kärrbräkenväxtart som först beskrevs av Christ, och fick sitt nu gällande namn av Mazumdar och Mukhop. Cyclosorus guineensis ingår i släktet Cyclosorus och familjen Thelypteridaceae. Inga underarter finns listade.